# 1. Division (Luxemburg) 1913/14
Die 1. Division 1913/14 war die 4. Spielzeit der höchsten luxemburgischen Fußballliga.
Sechs Teams nahmen an der Meisterschaft teil. US Hollerich/Bonneweg gewann den zweiten Titel nach Klasse A 1911/12.

## Tabelle
Nur die Platzierungen sind bekannt
| Pl. | Verein                    | Sp. | S | U | N | Tore    | Diff. | Punkte |
| --- | ------------------------- | --- | - | - | - | ------- | ----- | ------ |
| 1.  | US Hollerich/Bonneweg (M) | 0   | 0 | 0 | 0 | 000:000 | ±0    | 0:0    |
| 2.  | Sporting Club Luxemburg   | 0   | 0 | 0 | 0 | 000:000 | ±0    | 0:0    |
| 3.  | Racing Club Luxemburg     | 0   | 0 | 0 | 0 | 000:000 | ±0    | 0:0    |
| 4.  | SC Differdingen           | 0   | 0 | 0 | 0 | 000:000 | ±0    | 0:0    |
| 5.  | Jeunesse Esch             | 0   | 0 | 0 | 0 | 000:000 | ±0    | 0:0    |
| 6.  | CS Petingen               | 0   | 0 | 0 | 0 | 000:000 | ±0    | 0:0    |

- US Esch und Stade Düdelingen zogen vor der Saison zurück.

| (M) | amtierender Meister |

### Kreuztabelle
Die Kreuztabelle stellt die Ergebnisse aller Spiele dieser Saison dar. Die Heimmannschaft ist in der linken Spalte, die Gastmannschaft in der oberen Zeile aufgelistet.
| 1913/14                 | USH | SCL | RCL | SCD | JEU | CSP  |
| ----------------------- | --- | --- | --- | --- | --- | ---- |
| US Hollerich/Bonneweg   |     | :   | 7:0 | 4:1 | :   | :    |
| Sporting Club Luxemburg | 3:6 |     | 7:0 | 1:2 | :   | :    |
| Racing Club Luxemburg   | 3:3 | :   |     | 1:2 | 2:1 | 16:0 |
| SC Differdingen         | :   | :   | 1:1 |     | :   | :    |
| Jeunesse Esch           | 1:3 | :   | :   | :   |     | 6:0  |
| CS Petingen             | :   | 1:7 | :   | :   | :   |      |